# فلسطين في الألعاب الآسيوية 2022
تشارك فلسطين في النُسخة التاسعة عشرة من دورة الألعاب الآسيوية 2022 التي تقام في مدينة هانغتشو بمقاطعة جيجيانغ في الصين خلال الفترة من 23 سبتمبر (أيلول) وحتى 8 أكتوبر (تشرين الأول) 2023 والتي تأجلت لمدة عام كامل بسبب الإجراءات الصارمة التي اتخذتها الحكومة الصينية للقضاء على جائحة كورونا. يُشارك في هذه النُسخة من البطولة 12417 رياضي يمثلون 45 دولة أسيوية ويتنافسون في 40 رياضة مختلفة.

## اللاعبين المُشاركين
تُشارك فلسطين في منافسات النسخة التاسعة عشرة من بطولة دورة الألعاب الأسيوية ببعثة رياضية تكونت من 70 لاعب منهم 62 لاعب من الرجال و8 لاعبات من السيدات يُنافسون في 16 لعبة رياضية من بينها رفع الأثقال وألعاب القوى والملاكمة والمصارعة وكرة القدم والكرة الطائرة الشاطئية والرياضة الإلكترونية والتايكوندو والجوجوتسو والكاراتيه والجودو والسباحة والجمباز، وهي أكبر بعثة أولمبية تمثل فلسطين في تاريخ البطولة. ويوضح الجدول التالي أعداد اللاعبين المُشاركين في الألعاب المختلفة، والذين يمثلون فلسطين في هذه النُسخة من البطولة:
| رياضة                  | رجال | سيدات | المجموع |
| ---------------------- | ---- | ----- | ------- |
| ألعاب القوى            | 2    | 1     | 3       |
| الكرة الطائرة الشاطئية | 4    | 0     | 4       |
| الملاكمة               | 3    | 0     | 3       |
| الرياضة الإلكترونية    | 12   | 0     | 12      |
| كرة القدم              | 27   | 0     | 27      |
| الغولف                 | 1    | 0     | 1       |
| الجمباز                | 0    | 1     | 1       |
| الجودو                 | 2    | 0     | 2       |
| الجوجوتسو              | 3    | 0     | 3       |
| الكاراتيه              | 1    | 1     | 2       |
| السباحة                | 2    | 2     | 4       |
| التايكوندو             | 2    | 2     | 4       |
| السباق الثلاثي         | 2    | 0     | 2       |
| رفع الأثقال            | 0    | 1     | 1       |
| المصارعة               | 1    | 0     | 1       |
| المجموع                | 62   | 8     | 70      |

ويوضح الجدول التالي أسماء اللاعبين الفلسطينيين المُشاركين في الألعاب المختلفة خلال النُسخة التاسعة عشرة من دورة الألعاب الأسيوية 2022:
| الرياضيين     | اللعبة      | المنافسات                                                                                    |
| ------------- | ----------- | -------------------------------------------------------------------------------------------- |
| حنين الريماوي | ألعاب القوى | سباق العدو 800 متر                                                                           |
| فاليري ترزي   | السباحة     | 50 متر صدر، 50 متر ظهر، 200 متر (متنوع)، 100 متر حرة، 200 متر صدر، 100 متر ظهر، 50 متر فراشة |

## النتائج

### في كرة القدم
خرج المنتخب الأولمبي الفلسطيني لكرة القدم تحت 23 سنة من منافسات دور الستة عشر في بطولة دورة الألعاب الأسيوية 2022 بعد هزيمته من منتخب هونج كونج الألمبي بنتيجة 1-0. كان المنتخب الأولمبي الفلسطيني قد أنهى دور المجموعات وتأهل لدور الستة عشر في منافسات البطولة مُحتلًّا المركز الثاني في المجموعة الرابعة بعدما خسر مباراته أمام اليابان بنتيجة 0-1، وتفوق بفارق الأهداف في مباراته التي انتهت بالتعادل أمام قطر.